# Брилли, Андрей
Андрей Брилли, Дебрилли, Дебрильи или де Брильи, также Андрей де Брылий, Андрей Францевич Брыл (Brilly; ? — 1746 или 1747) — ) — инженер, генерал-лейтенант русской службы, итальянского происхождения.
Он был родом из Италии, где и получил образование. Первоначально служил инженером во Франции, потом в Швеции; оттуда переселился в Пруссию, намереваясь вступить там в службу; но в 1701 году по предложению русского посла при датском дворе Измайлова, с которым он познакомился в Берлине, отправился в Москву, где был экзаменован инженер-генералом Ламбером и с аттестацией «достойного и искусного» определен в инженерный корпус в чине капитана. К 1725 году он достиг уже чина генерал-майор.
В России он принадлежал к числу немногих наиболее сведущих инженеров и пользовался благоволением Петра Великого, который доверял его познаниям.
В 1731 году он действовал при переформировании и поселении украинской ландмилиции, а в 1736 — 1739 годах участвовал под начальством фельдмаршалов Миниха и Ласси в войне против турок и крымских татар. В 1741 году Брилли был произведен в генерал-лейтенанты, а 30 августа 1744 года был пожалован орденом св. Александра Невского.
Скончался в 1746 году (по другим сведениям — в 1747 году) в отставке.